# Gruppo montuoso Monte San Rocco-Monte Cava
Il Gruppo montuoso di Monte San Rocco-Monte Cava è una breve dorsale montuosa dell'Appennino abruzzese, situata al confine tra Lazio e Abruzzo, facente parte dello spartiacque appenninico primario, separando la conca aquilana (Tornimparte) ad est dalla zona laziale dell'alto Cicolano (Borgorose) ad ovest.

## Descrizione

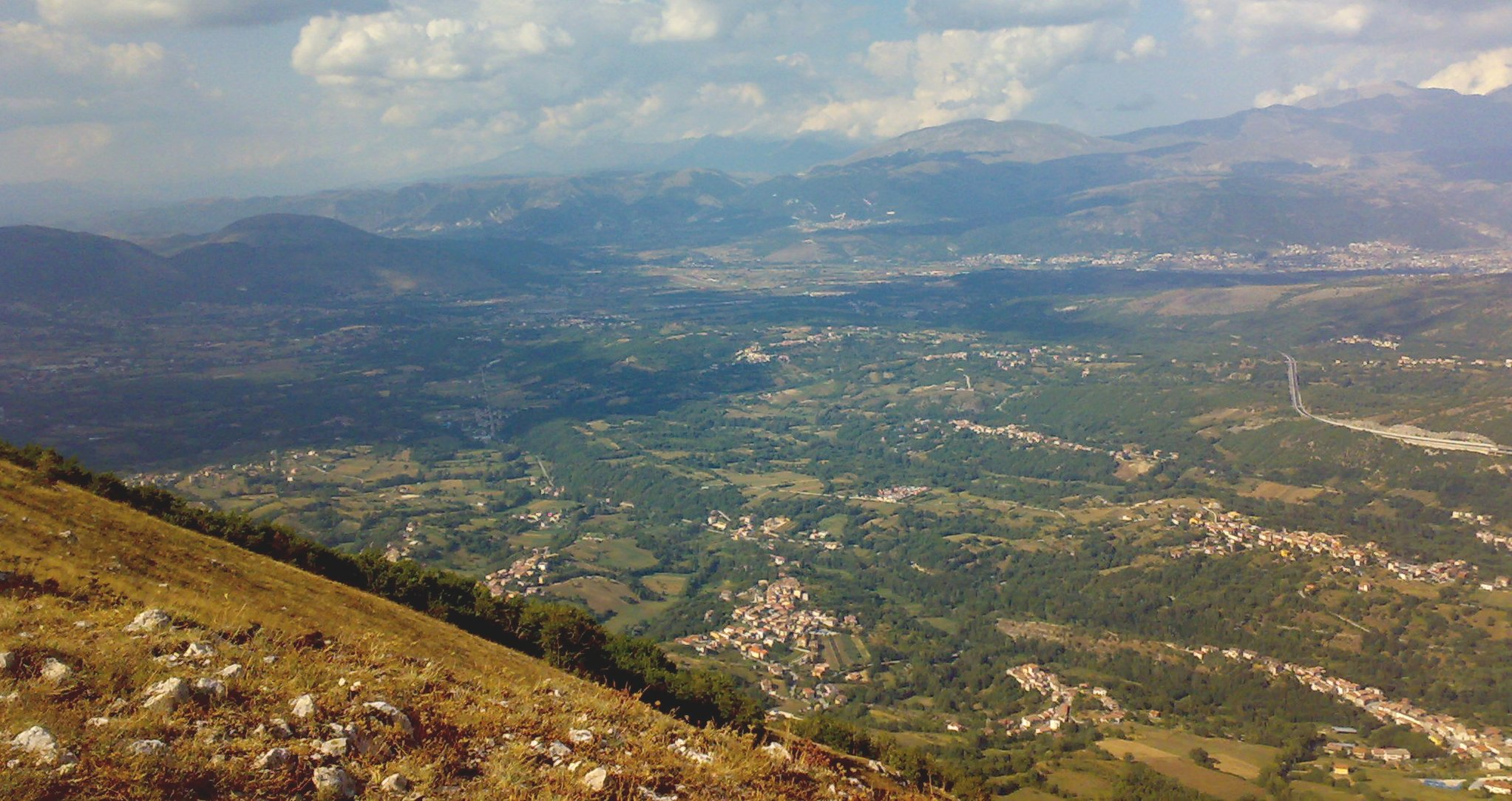
Vista della Conca Aquilana da Monte La Piaggia (sullo sfondo i Monti della Laga)

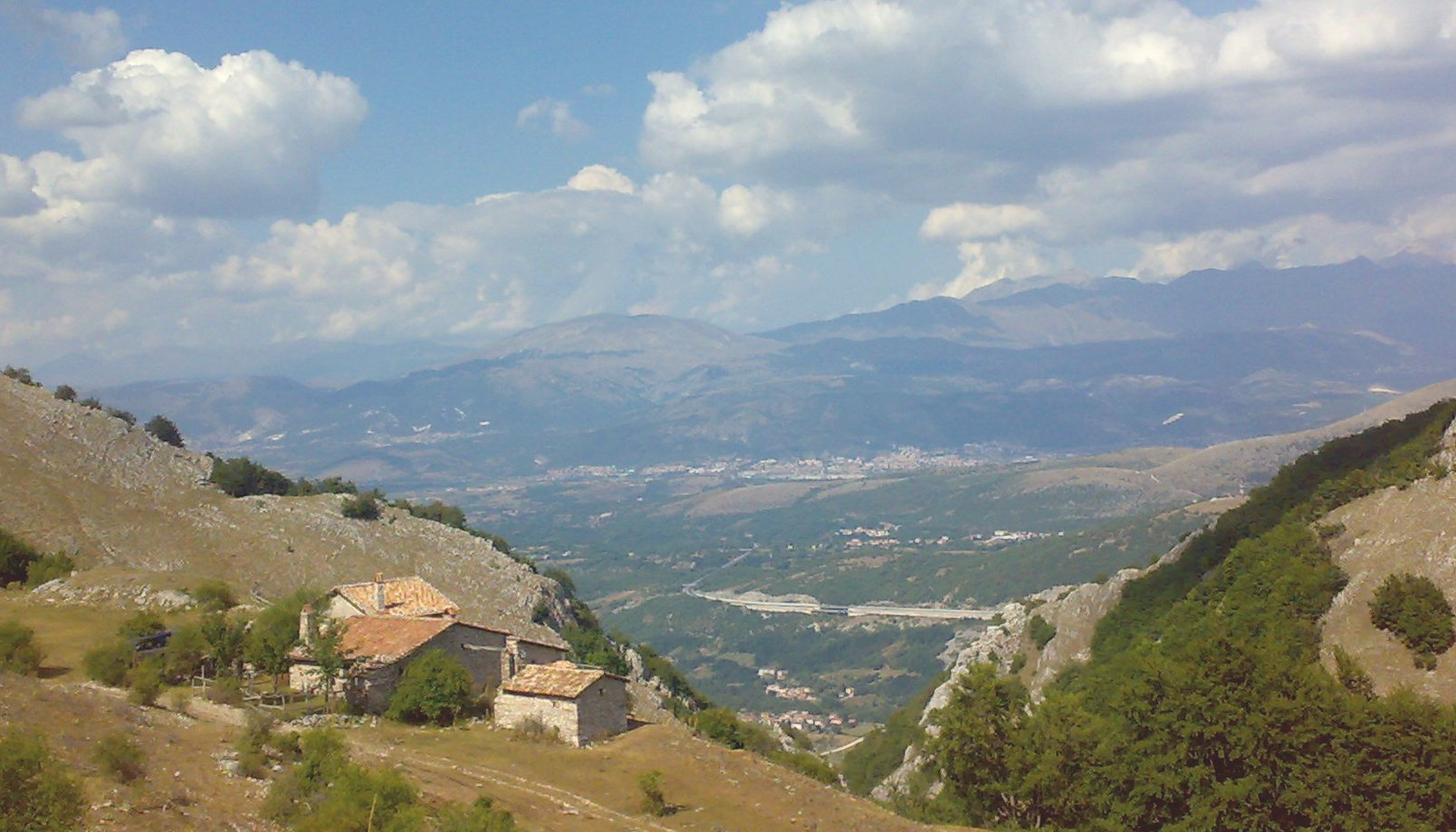
Casali sul Monte Ruella (sullo sfondo il Gran Sasso d'Italia)

Delimitato a sud-ovest dalla Piana di Borgorose-Corvaro, a nord-ovest la Valle di Malito, ai margini settentrionali del gruppo dalla piccola Piana di Castiglione con l'omonimo centro rurale, mentre a sud il gruppo dirada verso la Valle Amara, il Bosco di Cerasuolo nel territorio del comune di Lucoli, la Valle del Puzzillo ovvero l'alta valle del torrente Raio, le cui sorgenti sono qui localizzate, rappresenta la naturale prosecuzione verso sud delle Montagne della Duchessa in territorio laziale, dal massiccio del Monte Velino in territorio abruzzese e verso nord dai Monti del Cicolano con il gruppo montuoso del Monte Nuria in territorio laziale. 
Raggiunge l'elevazione massima con il Monte Cava (2.000 m) mentre sulla stessa linea di cresta a sud è presente il Monte San Rocco (1.877 m) al di sotto del quale passa l'omonima galleria San Rocco dell'autostrada A24 Roma-Teramo, la seconda galleria più lunga (4.195 m) dell'A24 dopo il Traforo del Gran Sasso. Tra i contrafforti nord-orientali si ricordano Colle Polledrasino (1.824 m), Colle Acetoni (1.804 m) e Carditola (1.754 m), che racchiudono la Valle di Ruella con i loro casali caratteristici, cui si aggiungono più a valle Monte Ruella (1.524 m), Monte la Piaggia (1.643 m), Monte La Serra (1.599 m) e il Cocuruzzo (1.740 m) nel versante laziale. Ha natura tipicamente carsica ed alle sue pendici sud-est sono situate le Grotte di Vaccamorta e il piccolo laghetto di Cerasuolo. 
L'aspetto tipico di questo gruppo è l'essere caratterizzato dal versante ovest laziale, all'interno del comune laziale di Borgorose, quasi totalmente privo di vegetazione già a partire dai 1350m di quota, mentre quello est abruzzese, all'interno del comune di Tornimparte, coperto da vaste distese forestali quali il Bosco di San Giovanni dal fondovalle fino ai 1800 m di quota. Il versante sud-ovest rientra inoltre nella Riserva regionale Montagne della Duchessa presentando alcune rare specie arboree. Il resto del gruppo ha una forte vocazione alla pastorizia e al pascolo su entrambi i versanti. Sul versante orientale sono presenti due rifugi parzialmente manutenuti: uno in località Cerasuolo (1470 m s.l.m.) alle falde sud-orientali di Monte San Rocco, l'altro in località Ferrarecce (1840 m s.l.m.) sul versante nord-orientale di Monte Cava.
Dalla cima, facilmente raggiungibile da tutti i versanti con possibilità di escursionismo, sci escursionismo e scialpinismo, si ha ampia veduta su tutti gli altri gruppi montuosi limitrofi, sul Gran Sasso e Monti della Laga, sul Terminillo, il Monte Vettore, sui Monti Carseolani e sui Monti Cantari. Nelle notti limpide è inoltre possibile scorgere le luci della città di Roma.